# Chambeire
Chambeire és un municipi francès, situat al departament de la Costa d'Or i a la regió de Borgonya - Franc Comtat. L'any 2007 tenia 251 habitants.

## Demografia

### Població
El 2007 la població de fet de Chambeire era de 251 persones. Hi havia 88 famílies, de les quals 16 eren unipersonals (8 homes vivint sols i 8 dones vivint soles), 20 parelles sense fills, 44 parelles amb fills i 8 famílies monoparentals amb fills.
La població ha evolucionat segons el següent gràfic:
Habitants censats

### Habitatges
El 2007 hi havia 95 habitatges, 92 eren l'habitatge principal de la família i 3 estaven desocupats. 94 eren cases i 1 era un apartament. Dels 92 habitatges principals, 88 estaven ocupats pels seus propietaris, 2 estaven llogats i ocupats pels llogaters i 2 estaven cedits a títol gratuït; 1 tenia dues cambres, 6 en tenien tres, 22 en tenien quatre i 63 en tenien cinc o més. 74 habitatges disposaven pel capbaix d'una plaça de pàrquing. A 15 habitatges hi havia un automòbil i a 71 n'hi havia dos o més.

### Piràmide de població
La piràmide de població per edats i sexe el 2009 era:
| Homes | Edats   | Dones |
| ----- | ------- | ----- |
| 1     | 95 o +  | 0     |
| 0     | 90 a 94 | 0     |
| 0     | 85 a 89 | 1     |
| 0     | 80 a 84 | 1     |
| 0     | 75 a 79 | 2     |
| 7     | 70 a 74 | 3     |
| 4     | 65 a 69 | 7     |
| 2     | 60 a 64 | 3     |
| 4     | 55 a 59 | 0     |
| 10    | 50 a 54 | 13    |
| 15    | 45 a 49 | 10    |
| 19    | 40 a 44 | 12    |
| 10    | 35 a 39 | 12    |
| 7     | 30 a 34 | 7     |
| 5     | 25 a 29 | 5     |
| 7     | 20 a 24 | 1     |
| 8     | 15 a 19 | 10    |
| 13    | 10 a 14 | 10    |
| 10    | 5 a 9   | 7     |
| 3     | 0 a 4   | 5     |

## Economia
El 2007 la població en edat de treballar era de 187 persones, 151 eren actives i 36 eren inactives. De les 151 persones actives 137 estaven ocupades (75 homes i 62 dones) i 14 estaven aturades (6 homes i 8 dones). De les 36 persones inactives 14 estaven jubilades, 15 estaven estudiant i 7 estaven classificades com a «altres inactius».

### Ingressos
El 2009 a Chambeire hi havia 106 unitats fiscals que integraven 311 persones, la mediana anual d'ingressos fiscals per persona era de 20.916 €.

### Activitats econòmiques
Els 2 establiments que hi havia el 2007 eren d'empreses de construcció.
Dels 2 establiments de servei als particulars que hi havia el 2009, 1 era una lampisteria i 1 electricista.
L'any 2000 a Chambeire hi havia 3 explotacions agrícoles.

## Equipaments sanitaris i escolars
El 2009 hi havia una escola elemental integrada dins d'un grup escolar amb les comunes properes formant una escola dispersa.

## Poblacions més properes
El següent diagrama mostra les poblacions més properes.